# Амгунь (селище)
Амгу́нь (рос. Амгунь) — селище у складі Солнечного району Хабаровського краю, Росія. Адміністративний центр та єдиний населений пункт Амгунського сільського поселення.

## Населення
Населення — 461 особа (2010; 516 у 2002).
Національний склад (станом на 2002 рік):
- росіяни — 91 %